# Liste der Monuments historiques in Authoison
Die Liste der Monuments historiques in Authoison führt die Monuments historiques in der französischen Gemeinde Authoison auf.

## Liste der Objekte
| Bezeichnung                                | Beschreibung | Standort                        | Kennzeichnung | Schutzstatus | Datum | Bild |
| ------------------------------------------ | --- | ------------------------------- | ------------- | ------------ | ----- | ---- |
| Hauptaltar                                 | Altartisch, Tabernakel, Retabel, Altarkreuz und sechs Altarleuchter; Holz, farbig gefasst und vergoldet, 18. Jahrhundert                     | in der Kirche St-Étienne (Lage) | PM70000068    | Classé       | 1976  |      |
| Sakristeischrank                           | Holz, um 1780, Entwurf Anatole Amoudru | in der Kirche St-Étienne (Lage) | PM70001919    | Inscrit      | 1994  |      |
| Kanzel                                     | Holz, farbig gefasst und vergoldet, um 1780, Entwurf Anatole Amoudru                                                                         | in der Kirche St-Étienne (Lage) | PM70001787    | Classé       | 1995  |      |
| Ziborium                                   | Silber, 18. Jahrhundert, Goldschmied Pierre-Antone Grandguillaume                                                                            | in der Kirche St-Étienne (Lage) | PM70000065    | Classé       | 1970  |      |
| Kelch                                      | Silber, vergoldet, 18. Jahrhundert, Goldschmied Pierre-Ignace-Joachim Thiébaud                                                               | in der Kirche St-Étienne (Lage) | PM70000066    | Classé       | 1971  |      |
| Kelch                                      | Silber, vergoldet, gemarkt 1765, Goldschmied Joseph Bedanne                                                                                  | in der Kirche St-Étienne (Lage) | PM70000067    | Classé       | 1971  |      |
| Skulptur Heiliger Stefan                   | Holz, vergoldet, 18. Jahrhundert | in der Kirche St-Étienne (Lage) | PM70000069    | Classé       | 1976  |      |
| Sakristeischrank                           | Holz, um 1780, Entwurf Anatole Amoudru | in der Kirche St-Étienne (Lage) | PM70001927    | Inscrit      | 1993  |      |
| Wandvertäfelung des Chorraums              | mit zwei Kirchenstühlen; Holz, um 1780, Entwurf Anatole Amoudru                                                                              | in der Kirche St-Étienne (Lage) | PM70001963    | Inscrit      | 1994  |      |
| Maria-Rosenkranz-Altar                     | linker Seitenaltar; Altartisch, Retabel und Gemälde; Holz, farbig gefasst, Ende des 17. Jahrhunderts, Ölfarbe auf Leinwand, 19. Jahrhundert  | in der Kirche St-Étienne (Lage) | PM70001964    | Inscrit      | 1994  |      |
| Marienaltar                                | rechter Seitenaltar; Altartisch, Retabel und Gemälde; Holz, farbig gefasst, Ende des 17. Jahrhunderts, Ölfarbe auf Leinwand, 19. Jahrhundert | in der Kirche St-Étienne (Lage) | PM70001965    | Inscrit      | 1994  |      |
| Taufaltar                                  | Retabel und Relief; Holz, um 1780, Entwurf Anatole Amoudru                                                                                   | in der Kirche St-Étienne (Lage) | PM70001966    | Inscrit      | 1994  |      |
| Rochus-und-Sebastians-Altar                | Retabel und Genmälde; Holz, Ölfarbe auf Leinwand, um 1780, Entwurf Anatole Amoudru                                                           | in der Kirche St-Étienne (Lage) | PM70001967    | Inscrit      | 1994  |      |
| Zwei Beichtstühle                          | Holz, vergoldet, um 1780, Entwurf Anatole Amoudru                                                                                            | in der Kirche St-Étienne (Lage) | PM70001968    | Inscrit      | 1994  |      |
| Kruzifix                                   | Holz, farbig gefasst, erste Hälfte des 19. Jahrhunderts                                                                                      | in der Kirche St-Étienne (Lage) | PM70001969    | Inscrit      | 1994  |      |
| Kirchenbänke                               | Holz, um 1780, Entwurf Anatole Amoudru | in der Kirche St-Étienne (Lage) | PM70001970    | Inscrit      | 1994  |      |
| Skulptur Maria Immaculata                  | Holz, farbig gefasst und vergoldet, 19. Jahrhundert                                                                                          | in der Kirche St-Étienne (Lage) | PM70001971    | Inscrit      | 1994  |      |
| Zwei Statuenreliquiare des heiligen Stefan | Holz, farbig gefasst und vergoldet, 18. Jahrhundert                                                                                          | in der Kirche St-Étienne (Lage) | PM70001972    | Inscrit      | 1994  |      |
| Kirchenfenster: Petrus                     | Buntglas, zweite Hälfte des 19. Jahrhunderts, Glaswerkstatt Höner                                                                            | in der Kirche St-Étienne (Lage) | PM70001973    | Inscrit      | 1994  |      |